# LIVING LEGEND
『LIVING LEGEND』（リヴィング・レジェンド）は、日本のヘヴィメタルバンドである聖飢魔IIの第十七大教典。
魔暦元年（1999年）10月21日にBMG ファンハウスのアリオラジャパンレーベルから発布された12作目のオリジナル・アルバム。前作『MOVE』（1998年）からおよそ1年3か月振りに発布された大教典であり、作詞はデーモン小暮およびルーク篁が担当、作曲は小暮および篁、エース清水が担当、プロデュースは聖飢魔IIおよび怪人マツザキ様の共同プロデュースとなっている。
聖飢魔IIは同年に解散することが発表されており、2枚の極悪集大成盤（ベスト・アルバム）が発布された後に最終作となる本作が発布されることになった。レコーディングには第十三大教典『NEWS』（1997年）以来でエンジニアとして内田孝弘が参加しており、構成員の中でも満足度の高かった同作と同様の体制で制作が行われた。音楽性としてはヘヴィメタルを基調とした楽曲を中心に収録されているが、ラップやプログレッシブ・ロックの要素を含んだ新機軸の楽曲も収録されている。
本作はオリコンアルバムチャートにおいて最高位第14位となった。本作からは先行小教典としてテレビ朝日系バラエティ番組『極楽とんぼのとび蹴りゴッデス』（1999年 - 2001年）のオープニングテーマとして使用された最終最大小教典（ラストマキシシングル）「20世紀狂詩曲」がシングルカットされた他、収録曲である「死の協奏曲」が文部省「麻薬覚せい剤乱用防止キャンペーン」のコマーシャルソングとして使用された。
本作発布後のミサ・ツアー「LIVING LEGEND TOUR」の最終日である1999年12月31日の東京ベイNKホール公演を以って聖飢魔IIは活動終了となったため、後に期間限定再集結として発布された第三十四大教典『BLOODIEST』（2022年）が発布されるまでは最後のオリジナル・アルバムとなっていた。

## 背景
聖飢魔IIは1985年の地球デビュー時に1999年に地球征服を終えて活動を終了するという宣言を行っていたが、第十三大教典『NEWS』（1997年）を受けたコンサートツアー「"HAPPY NEWS TODAY" TOUR」の時点でスタッフ側から構成員に対して再確認が行われ、1999年12月31日に活動終了するという意思統一が行われることになった。そのため、同ツアー最終日の中野サンプラザ公演において「1999.12.31 覚悟」と書かれたチラシが配布され、一部の信者に徐々に解散の日程を知らせていくという作戦が取られることになった。翌1998年には第十四大教典『MOVE』が発布され、同年に聖飢魔IIらしい面白い企画として「ふるさと総・世紀末計画」が立ち上げられ、「全都道府県黒ミサツアー」と地方CMに構成員がノーギャラで出演するという「コマーシャル出演大作戦」の二本立てで活動が行われることになった。この計画に関する大々的な記者会見を行った結果、スポーツ新聞各紙において大きく取り上げられる状態となり、かつてCM出演に関して付き合いのあった電通の担当者から「いよいよ世紀末がくる。久しぶりに出てくれないか?」という要請が来たために1998年3月に富士フイルムのレンズ付きフィルム「写ルンです」のCMに構成員全員が稲垣吾郎との共演で出演することになった。同CM出演を皮切りに「ふるさと総・世紀末計画」が開始され、47都道府県におよぶ全56本のミサ・ツアーが行われることになった。
「コマーシャル出演大作戦」は1998年11月に終了し、年末から翌1999年初頭にかけてはレコーディングが行われており、極悪集大成盤『1999 BLACK LIST』に収録されたリメイク楽曲や本作のリズム録り、また小教典「蠟人形の館 '99」のビデオ撮影などが行われた。「蠟人形の館 '99」はスタッフ側の発案でリメイクの要望が出されてデーモン小暮がこれを了承、BMG JAPAN所属のディレクターである吉澤博美は「『蠟人形の館』で二十年もった。そんなバンドも稀有ですよ。それは彼たちが持っているユニークなキャラクターがそれぞれいろいろあって、全員そろうと団結してまたすごいエンターテイメントになる。これからもああいうバンドはそうそう出ない気はしますね」と述べている。同年4月および5月に行われた信者の集いにおいては異変が発生しており、それまでは1会員につき1か所のみの観覧に限定されていたが、最後になるために複数会場への参加を許可、さらに会場規模を大きくした上に1日に2回公演を実現したにも拘わらず、ほぼすべての会場で満員札止めが続出する事態となった。また同年には2作の極悪集大成盤が発布されており、5月21日に『1999 BLACK LIST』、7月1日に『1999 BLOOD LIST』はそれぞれ発布され、前者はオリコンアルバムチャートにおいて最高位第16位となり、3年ぶりに聖飢魔IIの大教典がトップ20にランクインすることとなった。同年夏には日比谷野外音楽堂から開始された短期ツアーが全10公演行われ、Zepp OSAKAにおける2日間連続が急遽3日間に変更されることなどが発生した他、売り上げ不振となった『NEWS』などを含む旧譜の売り上げが伸びるなどの現象が発生した。

## 録音、制作
小暮によれば本作収録曲の曲作りは1998年11月から開始され、1999年9月始めまで10か月間かけて行われたという。本作は構成員の中でも納得度の高かった『NEWS』と同じ体制でレコーディングが行われており、レコーディング・エンジニアとして内田孝弘も同作以来で参加することになった。本作では特に決められたコンセプトもなく、また当初はヘヴィメタルの音楽性にするという雰囲気もなく淡々とレコーディングが行われていたと内田は述べている。一方で内田は『NEWS』の制作時とは異なり、本作ではリアルタイムのヘヴィメタルを目指していた雰囲気が構成員から感じ取られたと述べた他、音はより硬質でハードなもので全員の音が衝突している攻撃的なものになっているなど洋楽に近い作品であるとも述べている。結果として本作は、構成員による「ヘヴィメタル」の教典を制作するという強い意志によって完成することになった。
本作のタイトルは小暮が5個程度の候補を考案しており、その中には「ミレニアム」というタイトルもあったが他のミュージシャンも多用していることから次に「コーダ」というタイトルを候補としたが、レッド・ツェッペリンのアルバム『最終楽章 (コーダ)』（1982年）と重複することから却下、その後の候補として「LIVING LEGEND」が選定された。最終的にタイトルを決定する段階では「LIVING LEGEND」の他に「悪魔が去りてヘヴィメタる・イズ・デッド」、さらに「ファイナル・バイブル」などの案も残っていたが、スタッフ側から「今日中に決めてもらわないと困ります」と言われたことから急遽構成員に確認を取って「LIVING LEGEND」に決定したと小暮は述べている。清水は本作のタイトルを非常に気に入っており、その理由を「だって、リヴィング・ルームにホンダのレジェンドが置いてあるんだよ（笑）」と述べている。

## 音楽性
ルーク篁によれば当初は先に本作を発布してから極悪集大成盤を発布する予定であったという。同時期のミーティングにおいて「最後だから聖飢魔IIの使命をまっとうしよう」という意見が出され、ヘヴィメタルの楽曲を制作するよう指示が出されたが、当初それに反発していた篁は最終的に「でも、聖飢魔IIって、そういうバンドだよね」と納得しヘヴィメタルの楽曲を制作することになったと述べている。また当初の案ではヘヴィメタルの楽曲を数曲制作して小教典として発布し、それ以外の大教典収録曲は様々なジャンルの音楽性で制作するという方向性が示されたが、本作と極悪集大成盤のどちらを先に発布するのかで議論となった結果先に極悪集大成盤が発布されることが決定されたという。また曲作りの前半においてヘヴィメタルの楽曲が制作されていたが、中盤において「こんなタイプの曲が足りないから、こんな曲増やそうよ」という発案が行われ、結果としては過去の新作に臨む態勢と大差のない状態になっていったと小暮は述べている。
エース清水も当初にヘヴィメタルの音楽性を要求されたことに対して疑問符が付いている状態であったが、最初の選曲会議において篁が提示した楽曲が確信犯的なヘヴィメタルの楽曲であったために、それを提示した後はバラエティに富んだが曲制作が許可されるとの思いから大きな影響は出なかったと述べている。ライデン湯沢は本作か極悪集大成盤が先かの議論が長く続いていたこともあり、結果として長期間に亘る出口の見えないレコーディングになっていたと述べた上で、結果として本作が一番最後の予定にされたことで最もベストな形になったとも述べている。小暮によれば本作については初期の段階で「こぢんまりとまとまってるものを出すのは絶対に止めよう」という話になっており、聖飢魔IIは人を驚かせることが必須であったことから当初より「エッ、最後なのに、こんなのなの?」という作品になることを期待していたとも述べている。

## 楽曲
1. 「HEAVY METAL IS DEAD」
本曲は1998年11月の選曲会議の際にはプロトタイプが制作されており、構成員からの評価も悪くはなかったもののサビ部分について「もう少しひねりが欲しい」と会議の度に毎回言われ、10回程度書き直しを行ったと小暮は述べている[13]。小暮はBMG JAPANに移籍してから自身の制作曲が採用されたのは1曲しかない状態になっており、最後の大教典であるため「何がなんでも自分の曲を、1曲は入れたいな」という思いから諦めずに書き直しを行ったと述べている[13]。サビにおけるシャウトは篁のアイデアであり、またギターソロは清水が担当している[14]。
2. 「SILENCE OR VIOLENCE」
本曲はヘヴィメタルを要求されたことに対して、自暴自棄になった篁が確信犯的なヘヴィメタルの楽曲として制作した楽曲であり、そのためリフを念頭に制作したと篁は述べている[15]。当時の小暮は自身のボーカルが「ねちっこくなる」傾向があったため、シャウト以外の部分ではがなることなく「ねちっこさ」が強調されない歌い方を心掛けたと述べている[15]。湯沢は最初にデモテープを聴いた際に1980年代のラットのような印象を受けたと述べており、「ぶっといリズムを叩く」ことを念頭に置いてドラムス演奏を行ったが、テンポが速いため大ノリを出すのに苦労したと述べている[15]。
3. 「GLORIA GLORIA」
篁は本曲についてサザン・ロックのような「ゆったりしたビート」を意識して制作したと述べており、デモ演奏段階で怪人マツザキ様が構成を制作した際にはアルヴィン・リーのギターフレーズを使用したギターソロが延々と入っている状態になっており、それを気に入った篁はそのギターソロを入れたバージョンを制作したものの、演奏の途中で疲れるためにボトルネック奏法に変更したと述べている[15]。ゼノン石川は自身が好むタイプの楽曲であると述べた上で、プレイヤーによってグルーヴが変わってしまうタイプの楽曲であるが故に「凄くやり甲斐のある曲でもありつつ、難しい曲でもある」と述べている[15]。
4. 「戦慄のドナドナ」
当初は「ドナドナ」というタイトルであったが、曲順を決定する際にマネージャーから「ドナドナだけ、もうひと工夫できないかな」と提案されたことを受けて、侍従である松元浩一が「戦慄のドナドナ」というタイトルを提案しそれが採用された[15]。小暮は本曲の重要な点はBメロにおける掛け合いの部分であると主張、「物凄い速度でのメイン・ヴォーカルとコーラスの掛け合いを、どういう言葉遊びにするか。尚且つ、ちゃんと聴き取れて、強烈な意味合いがなければいけないっていう。そこが決まらない限り、その先が決まらないし」と述べている[15]。曲中でスローになる展開について篁は、「普通に疾走感があるままで終わっても曲として成立するんだろうけど。でも、それじゃあ面白くないだろうって思って」と述べた上で、「それじゃ、面白くないだろう」という精神を捨てなかったために本作のような大教典が完成したと述べている[15]。
5. 「20世紀狂詩曲（大教典編）」
27枚目の小教典。小教典バージョンとはボーカル担当が異なっており、1番を小暮と篁、2番を小暮と清水が歌唱している[16]。詳細は「20世紀狂詩曲」の項を参照。
6. 「THIS WORLD IS HELL」
本曲は小暮による「重たい曲で、ちょっとオドロオドロ系も作っておいた方がいいかな」という指向に基づいて制作が行われたが、そのままでは面白くないと判断した結果Aメロの中で早口で話す部分を挿入したと述べている[16]。本曲は当初井上陽水のような歌い方をしていたため「陽水メタル」という名称で呼ばれており、構成員たちも気に入っていたものの似せすぎていたために変更されることになった[16]。本作のリフは小暮が制作している他、ドラムスが途中でアンビエント・ミュージックのようになる部分は内田によるアイデアであったと湯沢は述べている[16]。
7. 「LOVE ≒defence of your complex」
清水によれば本曲はリフから制作された楽曲であり、「ギター・リフに対する俺の思い入れとかアンチテーゼとかをいろいろ含めてやると、こういうリフになる。こういうのが、好きなんだろうね」と述べている[16]。ギターソロは清水が担当しており、清水は通常とは異なるコード進行を念頭にギターソロ制作を行うことが多いと前置きした上で、本曲では「1コードがずっと続くところでソロを弾いたら、どんなもんができるかな?」という観念から試してみたところ「フラット5th」を多用する結果になったと述べている[16]。また3枚目の小教典「EL・DO・RA・DO」（1987年）のB面として収録された「BURNING BLOOD」以来で清水がタッピング奏法を行っており、結果として聖飢魔IIにおいて初めて採用された清水の制作曲と最後に制作した楽曲においてタッピング奏法が取り入れられることになった[16]。
8. 「死の協奏曲」
冒頭のピアノ演奏は当初は存在せず、タイトルが正式に決定した後に「コンチェルト」の言葉が入っていたことからピアノコンチェルトを意識してエドヴァルド・グリーグのパロディーとして冒頭に挿入することになった[16]。小暮が本作で最初に歌入れを行った楽曲であり、また歌いやすい楽曲であったと小暮は述べている[16]。
9. 「FROM HERE TO ETERNITY」
本曲は清水によって泣きの入ったベタな楽曲として制作され、当初のタイトルは「ベタでんがな」とされており、さらにその後改変された後に「もっとベタでんがな」に仮タイトルが変更された[17]。小暮は前作制作時に歌唱指導を受けており、より歌が良く聴こえる歌い方を習得した結果が本曲に役立っていると述べている[17]。ギターソロの演奏時にドラムスがドラムンベースのような状態になっているが、これは我慢しきれずに勢いづいた結果であると湯沢は述べている[17]。
10. 「CENTURY OF THE RAISING ARMS」
本曲は「死の協奏曲」と共に早い段階で制作された楽曲であり、当初は篁がヘヴィメタルの楽曲を、小暮がブラック・サバスのような楽曲を制作してきたために清水はあえて本曲のようなニュートラルな楽曲に専念できたと述べている[17]。本曲は前年の12月に本作収録曲の中で最も早くレコーディングが行われた楽曲であり、最後の大教典であるため張り切り過ぎた湯沢は発熱し体調を崩すことになったという[17]。小暮によれば本曲は『1999 BLACK LIST』の制作前にレコーディングが行われたため、前作の影響を強く受けた楽曲であるという[17]。
11. 「ROCK'N RENAISSANCE」
本曲は当初小暮が制作してスタジオに持ち込み、その後篁がリフを制作したところリフの良さによって曲が成立したため、歌メロはすべて小暮が制作したものの作曲者のクレジットは小暮のみではなく篁との共作という形になった[17]。小暮は兼ねてから長くすべてが英語による歌詞を望んでいたため、本作が最後の大教典であることから誰にも相談せずに英語による歌詞のまま歌入れを行ったと述べている[17]。ギターソロの後のボーカルでフェイクを行っているが、これは小暮がメジャーの音楽シーンにおいて自身の英語の発音に勝る者はいないとの自負から行ったものであると述べている[17]。
12. 「REVOLUTION HAS COME」
本曲は本作のテーマがヘヴィメタルであることから制作された楽曲の一つであり、先に「SILENCE OR VIOLENCE?」が原型は完成していたものの篁はもっと良質な楽曲で制作できるとの感覚があったため、「ヘヴィ・メタルで、良い曲を書きたい!」という欲求から「リフ + 良いメロディー」の楽曲として「SILENCE OR VIOLENCE?」よりも上を行く完成度になったと述べている[17]。冒頭には篁からの要望により小暮のシャウトが導入されているが、小暮が得意ではないキーのため自身としては不満足な出来になっていると述べている[17]。本曲のギターソロではタッピング奏法やスウィープピッキングを使用せずにすべてフルピッキングで演奏が行われているが、篁は「ドラマ作るのも、かったるいな」との思いから「逆を行くアイデンティティの出し方」として実行したものであると述べている[10]。
13. 「GO AHEAD!」
本曲は篁による「大作を作りたかった」という欲求から制作され、間奏部分は篁によって一晩で制作された[17]。本曲は本作収録曲の中で最後に歌入れが行われた楽曲であり、歌詞の内容を気に入っていた小暮が最後の曲として収録するように要望したと述べている[10]。小暮によれば本曲は「聖飢魔IIの真面目な部分」が凝縮された楽曲であり、様々な楽曲の中でもバランス感覚が優れた楽曲であるとも述べている[10]。

## リリース、チャート成績、批評
| 専門評論家によるレビュー | 専門評論家によるレビュー |
| レビュー・スコア         | レビュー・スコア         |
| 出典                     | 評価                     |
| ------------------------ | ------------------------ |
| CDジャーナル             | 肯定的                   |

本作は魔暦元年（1999年）10月21日にBMG ファンハウスのアリオラジャパンレーベルからCDにて発布された。本作の帯に記載されたキャッチフレーズは「最終、大教典。」であり、CDブックレットの最後には「地獄で逢おう」と記されている。本作からは同年9月22日に先行小教典としてテレビ朝日系バラエティ番組『極楽とんぼのとび蹴りゴッデス』（1999年 - 2001年）のオープニングテーマとして使用された最終最大小教典（ラストマキシシングル）「20世紀狂詩曲」がシングルカットされた。また、本作収録曲である「死の協奏曲」が文部省「麻薬覚せい剤乱用防止キャンペーン」のコマーシャルソングとして使用され、CMには構成員全員が出演するバージョンと小暮が単独で出演するバージョンの2種類が制作された。
本作はオリコンアルバムチャートにおいて最高位第14位の登場週数3回となった。本作に対する評価として、音楽情報サイト『CDジャーナル』では聖飢魔IIが解散を間近に控えており最後の大教典であると紹介した上で、「音の分厚さとヘヴィ&ソリッドなギター・サウンドにビックリ」とサウンド面に関して肯定的な評価を記している他、小暮の歌唱力の高さを指摘した上で「ヘタな洋楽メタルなんて裸足で逃げ出すこと請け合い」と絶賛した。また、魔暦17年（2015年）8月26日にBMG在籍時の聖飢魔IIのオリジナル大教典4作が復刻された際に、本作もデジタル・リマスター盤のBlu-spec CD2仕様にて再リリースされた。

## ツアー
本作を受けたミサ・ツアーは「LIVING LEGEND TOUR」と題し、聖飢魔IIの最後のツアーとして当初は全10公演が予定されていた。前年のツアー動員数からの予測では10公演が限界とされていたが、同年4月および5月に開催された信者の集いや夏季に行われたツアーの動員数が増加していたことを受けて、最後のツアーということもあり可能な限り公演を増やす方針に切り替えられた。仙台においては仙台市民会館を抑えていたもののファンクラブである「魔人倶楽部」の会員だけで満員になっている状態であり、また九州においては当初福岡県のみ公演を行う予定であったが熊本県および鹿児島県の公演を追加、さらに中国地方においては広島県のみであったところを岡山県の倉敷市を追加、その他にも京都府や兵庫県の神戸市など次々と会場を増やす結果となった。その後、追加した長野県や静岡県のミサチケットもソールドアウトとなっていった。急遽公演会場を増加させたためにツアー行程はスムーズにはいかず、小暮はとある会場のMCにて「新大阪を十回くらい通過している。東に行っては西に行って、また…」と述べるなど離れた土地を往復するような状態になっていた。ツアーファイナルとなる年末の3日間を除いてそれぞれの土地では最後のミサとなるため、公演終了後には信者が号泣する光景が多く見られたとツアープロデューサーは述べ、また最終的には同ツアーは全25公演が行われることになった。
ツアーファイナルには「FINAL 3DAYS」と題して東京ベイNKホールにて12月29日、30日、31日の3日間連続公演が行われ、舞踏家の花柳鳴介や劇団☆新感線などのゲスト出演の他、1995年以来となるTHE SATAN ALL STARSとしての公演も行われた。「FINAL 3DAYS」ではステージセットも「LIVING LEGEND TOUR」から一新され、3日間で4公演分に匹敵する全70曲が演奏された。29日は「THEATRICAL DAY」と題して「セムシーゾンビー」という演出のために小暮が脚本を手掛け、劇団☆新感線のいのうえひでのりが演出を担当することになった。30日は「THE SATAN ALL STARS' DAY」と題してすでに脱退した構成員が再集結する内容であったが小暮は1995年の際よりも苦労を伴ったと述べており、アマチュアミュージシャンとの共演になるため誰がどの曲で出演するのかという組み合わせについて苦慮することや、練習の際に来れない人物の代役を立ててそれぞれの練習に立ち会う必要などがあったと述べている。また、「THE OUTER MISSION」の演奏時にNOKKOが画面に登場する演出のために、多忙の中NOKKOが所属する事務所への訪問に立ち会う必要性が生じた他、映像に使用される宇宙船の登場シーンなども含めて演出面に関してもすべて小暮が立ち会っており、さらに過去の所属メンバーであるガンダーラ・サンゲリア・チグリス・ユーフラテス金子やジャントニオ・ババヤシのコメントビデオもすべて小暮が作業を担当していた。演奏曲70曲の大半は同年のツアーにて演奏されている楽曲であったものの、それらの楽曲を演奏したことのないアマチュアミュージシャンにわざわざ演奏させるという企画は前代未聞であったと小暮は述べている。
最終日である12月31日23時59分59秒に聖飢魔II構成員は煙の中に消えていくという演出においてミサは終了となったが、観覧に訪れていた信者は会場を立ち去らず、また会場には聖飢魔IIの楽曲のカラオケが流れ続けるという演出が行われていた。このカラオケは小暮が自ら制作したもので、聴衆が歌い続ける様子を舞台袖から小暮は見続けており、また楽屋においてスタッフは全員号泣していたという。会場では「世界一のくちづけを」（1993年）や「TEENAGE DREAM」（1994年）などのカラオケがMDを再生する形で流されており、聴衆にさらに歌わせるため小暮は別のMDに切り替えるようスタッフに指示を出そうとしたもののすでに撤収作業が始まっていたためそばにスタッフがいなかったと述べている。その後カラオケの再生が終了しても何も起こらないことから、聴衆は三三五五締めを自主的に行いだしたという。スタッフの号泣を余所に構成員は冷静に最終日の行程を行っており、最終日の公演終了後について小暮は「さばさばしてたね。三十一日は、開放感ではなくて、むしろきっちりと正確にすべてを終わらせなければいけないという使命感、責任感のほうが強すぎる。おそらく最後の最後のギリギリまで気がぬけない状態だからね。終った後もそういう仕込みをしているし。まだ聖飢魔IIミサは終わってないんだという意識があったんじゃないかな」と述べている。またスタッフの記憶では小暮以外の構成員は挨拶も出来ないほど号泣していたにも拘わらず、小暮は舞台から降りた後にそれまでのステージ終了後と変わらず「はい! お疲れさまでした」と挨拶したために、スタッフから「なんでこんなに冷静でいられるんだろう?」という感想を持たれたという。その理由を小暮は前日の公演終了後の楽屋打ち上げの際に感極まって涙が出そうになっていたためであると述べ、「あの時に感傷的な“解散”は済んじゃったんだよね。最終日は、やるべきことをきっちり決める日。時間に制限があって、きっちりとまもらなければならない。そういういつもと違う緊張感。何時何分何秒に正確に歩き始めて、階段を登って何時何分何秒の段階でどうして、とかっていう、そういうことに直前まで縛られていたから。たぶん“うまく消えたかな?”とかそんなことを思っていたんだと思う。結果を自分たちだけは観られていないから」と述べている。

## 収録曲
- CDブックレットに記載されたクレジットを参照[29]。

| #         | タイトル                          | 作詞                   | 作曲                   | 編曲               | 時間  |
| --------- | --------------------------------- | ---------------------- | ---------------------- | ------------------ | ----- |
| 1.        | 「HEAVY METAL IS DEAD」           | デーモン小暮           | デーモン小暮           | 聖飢魔II、松崎雄一 | 4:18  |
| 2.        | 「SILENCE OR VIOLENCE?」          | ルーク篁               | ルーク篁               | 聖飢魔II、松崎雄一 | 4:13  |
| 3.        | 「GLORIA GLORIA」                 | ルーク篁               | ルーク篁               | 聖飢魔II、松崎雄一 | 6:09  |
| 4.        | 「戦慄のドナドナ」                | デーモン小暮           | ルーク篁               | 聖飢魔II、松崎雄一 | 4:59  |
| 5.        | 「20世紀狂詩曲（大教典編）」      | ルーク篁、デーモン小暮 | ルーク篁               | 聖飢魔II、松崎雄一 | 5:20  |
| 6.        | 「THIS WORLD IS HELL」            | デーモン小暮           | デーモン小暮           | 聖飢魔II、松崎雄一 | 7:27  |
| 7.        | 「LOVE ≒defence of your complex」 | デーモン小暮           | エース清水             | 聖飢魔II、松崎雄一 | 4:04  |
| 8.        | 「死の協奏曲」                    | デーモン小暮           | エース清水             | 聖飢魔II、松崎雄一 | 5:13  |
| 9.        | 「FROM HERE TO ETERNITY」         | デーモン小暮           | エース清水             | 聖飢魔II、松崎雄一 | 4:24  |
| 10.       | 「CENTURY OF THE RAISING ARMS」   | デーモン小暮           | エース清水             | 聖飢魔II、松崎雄一 | 4:31  |
| 11.       | 「ROCK'N RENAISSANCE」            | デーモン小暮           | デーモン小暮、ルーク篁 | 聖飢魔II、松崎雄一 | 5:40  |
| 12.       | 「REVOLUTION HAS COME」           | デーモン小暮           | ルーク篁               | 聖飢魔II、松崎雄一 | 3:55  |
| 13.       | 「GO AHEAD!」                     | ルーク篁               | ルーク篁               | 聖飢魔II、松崎雄一 | 8:50  |
| 合計時間: | 合計時間:                         | 合計時間:              | 合計時間:              | 合計時間:          | 69:03 |

## スタッフ・クレジット
- CDブックレットに記載されたクレジットを参照[30]。

### 聖飢魔II
- デーモン小暮 – ボーカル、ギミック
- エース清水 – ギター、ボーカル
- Sgt. ルーク篁III世 – ギター、ボーカル
- ゼノン石川 – ベース、コーラス
- ライデン湯沢 – ドラムス、コーラス

### 参加ミュージシャン
- 怪人マツザキ様 – キーボード、シンセサイザー・プログラミング、コーラス
- 片山恵理 – 追加コーラス（6、11曲目）
- 内田 "D.CYBER" 孝弘 – コーラス（11曲目）
- もりた "TUNKER" さとし – コーラス（5，7，11曲目）
- 千葉 "GERELO" 信介 – コーラス（5、11曲目）

### 録音スタッフ
- 吉澤 "MIYA PAPA" 博美（BMG ファンハウス） – ディレクター
- 内田 "D.CYBER" 孝弘（ビクタースタジオ） – エンジニアリング、デジタル・エディット
- 村上 "PURUGASARI" 正信（ビクタースタジオ） – 追加エンジニアリング
- 山田幹朗（ビクタースタジオ） – 追加エンジニアリング
- 佐藤智昭（バーディハウス） – アシスタント・エンジニア
- 山本優（ビクタースタジオ）
- 高津輝幸（ビクタースタジオ）
- 唐澤千文（エムアイティスタジオ） – アシスタント・エンジニア
- 宮本 "MT" 茂男（ビクタースタジオ） – マスタリング・エンジニア
- 松元“トラボルタ”げん（吉本興業） – マネージメント・ディレクター
- もりた "TUNKER" さとし（ミュージックチェイス） – アーティスト・マネージメント
- いまはしえいじ（ミュージックチェイス） – クルー・チーフ
- 浅見 "KIKORI" 繁男 – ドラム・チューナー
- 森永 "BOLYSHOI" 好明 – クルー
- ボブ・ダイヤ – 英語スーパーバイザー
- わたなべ "WA-CHA-CHA" まさ – A&R
- 千葉 "GERELO" 信介 – A&R

### 美術スタッフ
- BRAINS ISHIKAWA（BMGファンハウス） – アート・ディレクション、デザイン
- 今元秀明 – 写真撮影
- 光倉カオル (be-glee) – ヘアー&メイク・アップ
- 奥川哲也 (be-glee) – ヘアー&メイク・アップ
- 川上 "BOND" 登 CLINIC" (JAP FACTORY) – コスチューム・デザイン、スタイリング
- BOND GIRL YU-KO TAKANO "BEAUTY CLINIC" (JAP FACTORY) – コスチューム・デザイン、スタイリング
- 石井カオル (JAP FACTORY) – コスチューム・スタッフ
- 小谷野美紀 (JAP FACTORY) – コスチューム・スタッフ
- いなばかつこ (JAP FACTORY) – コスチューム・スタッフ

### その他スタッフ
- 比企啓之（吉本興業） – エグゼクティブ・プロデューサー
- シャーク岩井（ビッグボイスミュージック） – エグゼクティブ・プロデューサー
- ラディック・ムッサー – スペシャル・サンクス
- キラーギターズ – スペシャル・サンクス
- ATELIER Z – スペシャル・サンクス
- キャパリソン – スペシャル・サンクス
- イスタンブール – スペシャル・サンクス
- ディーン・マークレイ – スペシャル・サンクス
- Regal Tip（英語版） – スペシャル・サンクス

### リイシュー盤スタッフ
- 山内聡（ソニー・ミュージックダイレクト） – A&R
- 内田孝弘 (FLAIR MASTERING WORKS) – マスタリング・エンジニア
- やまもとあき（ソニー・ミュージックコミュニケーションズ） – プロダクト・コーディネーション
- 中島健作 (BLANCHIC) – アートワーク・リファインメント
- 松元浩一（よしもとクリエイティブエージェンシー） – アーティスト・マネージメント
- くすはらたかし（よしもとクリエイティブエージェンシー） – アーティスト・マネージメント

## リリース日一覧
| No. | リリース日     | レーベル                                 | 規格         | カタログ番号 | 備考                   | 出典          |
| --- | -------------- | ---------------------------------------- | ------------ | ------------ | ---------------------- | ------------- |
| 1   | 1999年10月21日 | BMG ファンハウス／Ariola                 | CD           | BVCR-11014   |                        | [ 18 ] [ 31 ] |
| 2   | 2015年8月26日  | ソニー・ミュージックダイレクト／GT music | BSCD2        | MHCL-30321   | 2015年マスタリング盤   | [ 32 ] [ 33 ] |
| 3   | 2015年8月26日  | ソニー・ミュージックダイレクト           | AAC-LC       | -            | デジタル・ダウンロード | [ 34 ]        |
| 4   | 2015年8月26日  | ソニー・ミュージックダイレクト           | ロスレスFLAC | -            | デジタル・ダウンロード | [ 35 ]        |